# Joosepinsaari
Joosepinsaari är en ö i Finland. Den ligger i sjön Venetekemä och i kommunen Pieksämäki i den ekonomiska regionen  Pieksämäki ekonomiska region  och landskapet Södra Savolax, i den centrala delen av landet, 260 km norr om huvudstaden Helsingfors. Öns största längd är 40 meter i nord-sydlig riktning.